# Magritte voor beste acteur
De Magritte voor beste acteur (Magritte du meilleur acteur) is een Belgische filmprijs die sinds 2011 wordt uitgereikt door de Académie André Delvaux, samen met de andere Margrittes de cinéma. De prijs wordt toegekend aan de beste acteur in een Belgische Franstalige film van het jaar.

## Winnaars en genomineerden

### Jaren 2010
| Jaar                 | Acteur                          | Film |
| -------------------- | ------------------------------- | ---- |
| 2011                 |                                 |      |
| Jonathan Zaccaï      | Élève libre                     |      |
| Thierry Hancisse     | La Régate                       |      |
| Mounir Ait Hamou     | Les Barons                      |      |
| Olivier Gourmet      | Un ange à la mer                |      |
| 2012                 |                                 |      |
| Matthias Schoenaerts | Rundskop                        |      |
| Dominique Abel       | La Fée                          |      |
| Benoît Poelvoorde    | Les Émotifs anonymes            |      |
| Jonathan Zaccaï      | Quartier lointain               |      |
| 2013                 |                                 |      |
| Olivier Gourmet      | L'Exercice de l'État            |      |
| Jérémie Renier       | Cloclo                          |      |
| Matthias Schoenaerts | De rouille et d'os              |      |
| Benoît Poelvoorde    | Le Grand Soir                   |      |
| 2014                 |                                 |      |
| Benoît Poelvoorde    | Une place sur la Terre          |      |
| Sam Louwyck          | La cinquième saison             |      |
| François Damiens     | Tango libre                     |      |
| Jan Hammenecker      | Tango libre                     |      |
| 2015                 |                                 |      |
| Fabrizio Rongione    | Deux jours, une nuit            |      |
| François Damiens     | Je fais le mort                 |      |
| Benoît Poelvoorde    | Les Rayures du zèbre            |      |
| Bouli Lanners        | Lulu femme nue                  |      |
| 2016                 |                                 |      |
| Wim Willaert         | Je suis mort mais j'ai des amis |      |
| François Damiens     | La Famille Bélier               |      |
| Jérémie Renier       | Ni le ciel ni la terre          |      |
| Bouli Lanners        | Tous les chats sont gris        |      |
| 2017                 |                                 |      |
| Jean-Jacques Rausin  | Je me tue à le dire             |      |
| Aboubakr Bensaihi    | Black                           |      |
| François Damiens     | Les Cowboys                     |      |
| Bouli Lanners        | Les Premiers, les Derniers      |      |
| 2018                 |                                 |      |
| Peter Van den Begin  | King of the Belgians            |      |
| Jérémie Renier       | L'Amant double                  |      |
| Matthias Schoenaerts | Le Fidèle                       |      |
| François Damiens     | Ôtez-moi d'un doute             |      |
| 2019                 |                                 |      |
| Victor Polster       | Girl                            |      |
| Benoît Poelvoorde    | Au poste !                      |      |
| François Damiens     | Mon Ket                         |      |
| Olivier Gourmet      | Tueurs                          |      |

### Jaren 2020
| Jaar              | Acteur                              | Film |
| ----------------- | ----------------------------------- | ---- |
| 2020              |                                     |      |
| Bouli Lanners     | C'est ça l'amour                    |      |
| Kevin Janssens    | De Patrick                          |      |
| Marc Zinga        | La Miséricorde de la jungle         |      |
| Benoît Poelvoorde | Le Grand Bain                       |      |
| 2022              |                                     |      |
| Jean Le Peltier   | Une vie démente                     |      |
| Bouli Lanners     | Cette musique ne joue pour personne |      |
| Arieh Worthalter  | Serre moi fort                      |      |
| Jérémie Renier    | Slalom                              |      |
| 2023              |                                     |      |
| Bouli Lanners     | La Nuit du 12                       |      |
| Soufiane Chilah   | Animals                             |      |
| Benoît Poelvoorde | Inexorable                          |      |
| Jérémie Renier    | L'Ennemi                            |      |
| Aboubakr Bensaihi | Rebel                               |      |
| 2024              |                                     |      |
| Arieh Worthalter  | Le Procès Goldman                   |      |
| Bouli Lanners     | Un coup de maître                   |      |
| Jérémie Renier    | Ailleurs si j'y suis                |      |
| Marc Zinga        | Augure                              |      |